# Орітія
Орітія (грец. Ωρείθυια) — дочка афінського царя Ерехтея, яку викрав бог (на зображенні) вітрів Борей, мати Калаїда, Зета, Хіони, Клеопатри та інших.
Таке саме ім'я мала також одна з королев амазонок, союзниця скитського правителя Сагила та його сина Панасагора. Ім'я перекладається як - та що «мешкає біля Рит», тобто біля Ритейських гір.